# Non mi dire mai goodbye
Non mi dire mai goodbye è un film musicarello del 1967, diretto da Gianfranco Baldanello con lo pseudonimo di Frank G. Carroll.